# La camera dello scirocco
La camera dello scirocco (The Wind Rose Room) è un romanzo di genere giallo storico della scrittrice italoamericana Ben Pastor, ed è il secondo romanzo dopo I misteri di Praga con protagonisti Karel Heida e Solomon Meisl. Ambientato tra Praga e il territorio al confine tra la Russia e la Galizia poco dopo lo scoppio della prima guerra mondiale, è il secondo romanzo del breve ciclo avente come protagonisti i personaggi del tenente Karel Heida e del medico Solomon Meisl.

## Struttura
Il romanzo è diviso in cinque parti, ognuna delle quali racconta un'indagine a sé stante. L'unità globale del volume è però garantita dal breve tempo narrativo, che si svolge nel corso di poche settimane (tra la metà di agosto e l'inizio di settembre del 1914), e dalla presenza dei due personaggi principali, il tenente Karel Heida e il medico Solomon Meisl, ai quali è costantemente affidata l'azione. La narrazione contiene alcune lettere di Karel Heida inviate ai genitori, alla sorella e allo stesso dottor Meisl.

## Trama

### Parte prima: La morte e la fanciulla
In esergo un detto proverbiale ebraico: Se ti serve un mulo e non ne hai uno, caricati il fardello sulla schiena!.
- Ambientazione: Praga e Moravia meridionale, dal 16 agosto al 19 agosto del 1914.
- Titolo: Il titolo "La morte e la fanciulla" rimanda ad un famoso tema iconografico dell'arte, soprattutto rinascimentale, che accosta la bellezza e la fragilità della giovinezza al suo esatto contrario.

La guerra è iniziata da poche settimane: il tenente Karel Heida è già stato mobilitato ed il suo reggimento è provvisoriamente acquartierato ad Auspitz, nella Moravia meridionale; Solomon Meisl invece, che ha fatto richiesta come medico militare, è ancora a Praga, in attesa della propria assegnazione. In città la vita scorre apparentemente immutata anche se si moltiplicano le iniziative di carattere patriottico. Persino il teatro yiddish con la sua primadonna, la bella e giovane attrice Rivke Ostropolier, mette in scena allestimenti ispirati all'attualità bellica che promettono grandi emozioni.
Il primo spettacolo in programma viene però improvvisamente annullato quando Rivke scompare: di lei viene ritrovata solo una scarpetta da ballo, incastrata fra le statue di un famoso monumento cittadino; all'interno, appallottolata, una foto del defunto principe Rodolfo d'Asburgo ritagliata da un giornale. Partendo da questo labile indizio il dottor Meisl, ufficiosamente coinvolto nell'inchiesta con il benestare della polizia, inizia una sorta di caccia al tesoro che lo conduce a scoprire altri effetti personali di Rivke sparsi in vari luoghi della città. L'ultimo ritrovamento purtroppo è un biglietto che reca la scritta "Troppo tardi". La macabra sequenza ricorda i delitti di Marienbad avvenuti nel 1912: la morte di tre giovani donne il cui assassino - mai scoperto - aveva appunto costruito una serie di indizi per condurre le autorità sino ai loro resti mutilati. Di Rivke però nessuna traccia.
Anche Heida viene coinvolto a distanza nell'inchiesta dal momento che il fratello di Rivke, Yakuv Osrtopolier, fa parte del suo reggimento come soldato semplice volontario. Yakuv suscita la diffidenza dei superiori quando rifiuta di chiedere un permesso speciale per tornare a Praga e cercare di capire cose a sia accaduto alla sorella; viene addirittura sospettato di essere il responsabile della sua scomparsa, ma il commilitone Naphtali Karpel che ha viaggiato con lui gli garantisce un alibi solidissimo. Di lì a poco, mentre Rivke ricompare nella più impensabile della circostanze, si scopre però che Yakuv aveva davvero qualcosa da nascondere.

### Parte seconda: La morte e San Giorgio
In esergo un detto proverbiale persiano: Se vuoi catturare un serpente, usa la mano del tuo nemico.
- Ambientazione: Galizia e Praga, dal 21 agosto al 25 agosto del 1914.
- Titolo: Il titolo si riferisce alle opere per cui è soprattutto noto uno dei personaggi, lo scultore Novak: statue di San Giorgio in varie fogge.

Alla stazione di Przworsk, durante il viaggio di trasferimento da Bochnia a Jaroslau, in Galizia, il treno che trasporta il reggimento di Karel Heida subisce una collisione con un treno merci. L'incidente ha conseguenze limitate grazie alla bassa velocità, ma sui binari viene rinvenuto il cadavere straziato di un uomo: praticamente tagliato in due dal treno merci, è però stato ucciso da un colpo di pistola. Successivamente il cadavere viene riconosciuto come quello del professor Augustin Novak, uno scultore di fama internazionale: alcune delle sue opere, preziose figure rappresentanti San Giorgio, erano entrate a far parte delle collezioni private di numerosi nobili europei, compreso il defunto Francesco Ferdinando d'Asburgo.
Durante la sosta forzata, Heida viene avvicinato da uno strano giovane che gli dà una chiave, suggerendogli di "cercare San Giorgio" nello studio di Novak A Jaroslau. Intanto a Praga il dottor Meisl viene consultato da un collega che desidera il suo parere professionale su di un apparente caso di suicidio affidatogli dalle autorità: il giovane Ludvik Alesch si è impiccato ad una porta dell'appartamento in cui abitava, strangolandosi con una cintura; in quella morte Meisl riconosce un omicidio. Quando nell'appartamento viene ritrovata l'arma che ha ucciso il professor Novak, con il quale Alesch aveva una relazione, la situazione assume un aspetto ancor più inquietante e confuso.
Heida, che a Jaroslau ha visitato lo studio dello scultore, viene convocato in tutta fretta a Praga per fare rapporto: là infatti ha trovato indizi sufficienti a concludere che lo stimato professore fosse un falsario e un terrorista, eliminato perché giudicato ormai troppo scomodo; ma queste non sono informazioni da rendere di pubblico dominio. I Servizi Segreti metteranno tutto a tacere: ufficialmente il professor Novak risulterà ucciso dal suo giovane amante, successivamente suicidatosi a causa del dolore e del rimorso.

### Parte terza: La morte all'arcivescovado
In esergo una citazione dall'Enrico VIII, III, 2, di William Shakespeare: Per quel peccato caddero gli angeli....
- Ambientazione: Praga, dal 26 agosto al 27 agosto del 1914.
- Titolo: Il titolo si riferisce alla sede arcivescovile di Praga, ove risiede il movente degli omicidi in oggetto.

Su indicazione dei Servizi Segreti Karel Heida è rimasto a Praga, in attesa di essere richiamato al fronte, ed approfitta della sua presenza in città per organizzare un convegno amoroso con Polyxena Kinska, la bella soprano con cui ha iniziato una relazione poco prima dello scoppio della guerra. La donna è sul punto di partire per una lunga tournée in Europa, e quella potrebbe essere l'ultima occasione per stare con lei.
Karel si reca dal fioraio che rifornisce abitualmente la sua famiglia, con l'intenzione di far recapitare a Polyxena un grande mazzo di rose: ha però la sgradita sorpresa di trovare morta la proprietaria del chiosco. L'anziana Bozhena Marakova, alcolizzata cronica malgrado i tentativi di smettere, è infine rimasta vittima del proprio vizio. Per la povera donna vengono organizzate esequie rapidissime e il prete ausiliario della vicina chiesa di Nostra signora della Catena, padre Mika, promette di ottenere una sepoltura gratuita che non gravi sulle scarse disponibilità finanziarie della famiglia. La morte dell'anziana donna richiama però l'attenzione del dottor Meisl, per caso informato del ritrovamento del corpo; il dottore, che ha osservato alcuni particolari incongrui, richiede ed ottiene un'autopsia e dimostra così che Bozhena Marakova non è morta a causa dell'alcol, che pure aveva ingerito in grande quantità, bensì a causa di un avvelenamento da barbiturici.
Con l'aiuto di Heida, molto preso dall'imminente incontro con Polyxena ma curioso quanto lui, il dottore riesce a mettere in relazione la morte dell'anziana donna con un altro episodio che in città sta suscitando grave scandalo: l'ubriacatura, e la susseguente caduta in coma, di padre Vincenz Jiranek, un ecclesiastico di specchiata virtù, in passato precettore di molti nobili rampolli (compreso Karel Heida), appena nominato segretario dell'Arcivescovo Honzak. Qualcuno ha usato Bozhena Marakova come cavia, prima di attentare alla vita della vera vittima designata, padre Jiranek: in considerazione delle oscure trame intessute attorno alla Curia, Heida e Meisl non hanno difficoltà ad individuare i colpevoli. Più arduo risulta invece consegnarli alla giustizia.

### Parte quarta: La morte in Galizia
In esergo una citazione dal romanzo La marcia di Radetzky di Joseph Roth: In quei giorni, il confine fra Austria e Russia, al nord-est dell'Impero, era il più strano dei luoghi....
- Ambientazione: confine tra Galizia e Russia, e Praga, dal 28 agosto al 31 agosto del 1914.
- Titolo: Il titolo fa riferimento al luogo geografico ove si svolgono i fatti principali - e delittuosi - della narrazione.

Il reggimento di Karel Heida, nel suo viaggio di spostamento verso nord-est, raggiunge la guarnigione di Potok, un villaggio immerso nella brughiera, sull'orlo di una vasta palude. Particolarmente lieto della sosta si dimostra uno dei suoi colleghi: il tenente Ondrej Comano von Comano, ex ussaro appartenente alla piccola nobiltà. Il giovane, noto per la sua abitudine di corteggiare le mogli degli altri ufficiali, spera infatti di riallacciare e di approfondire la relazione con la bella Frau Plashka, consorte del gelosissimo capitano Friedrick Plashka, la cui famiglia abita da quelle parti.
Comano sembra avere successo: lo stesso Heida, uscito per una passeggiata notturna, sorprende le effusioni di una coppia che, malgrado il buio, gli sembra costituita proprio dal bel tenente e dalla disponibile signora. Il mattino successivo il dramma si abbatte sulla guarnigione: lungo una strada vengono ritrovati i corpi dei due adulteri con il torace squarciato da un violento colpo di sciabola, mentre ai margini della palude viene rinvenuta la giacca dell'uniforme del capitano Plashka. Sembrerebbe un tragico ma chiarissimo caso di omicidio-suicidio, l'unico modo in cui il capitano potesse vendicare il tradimento, evitando poi la corte marziale. Heida però nota alcune incongruenze negli orari e nei presunti comportamenti delle vittime; i dubbi su come si siano davvero svolte le cose lo inducono ad approfondire l'indagine e a scrivere a Praga per chiedere consiglio al dottor Meisl.
Il dottore, ancora in città in attesa di una risposta da parte del Ministero dell'Interno alla sua richiesta di arruolamento, è nel frattempo molto preso dal rinnovato incontro con Frau M., la donna che lo ha respinto ma della quale è ancora innamorato. Trova però il tempo di rispondere al giovane amico: e sarà lui, consultando il proprio archivio medico, a fornire a Karel le informazioni necessarie per ricostruire nel modo giusto l'intera vicenda, più complessa e in fondo anche più squallida di quanto le apparenze avessero mostrato.

### Parte quinta: La camera dello scirocco
In esergo una citazione dalla poesia Die Junge Magd di Georg Trakl: Improvviso, lo scirocco scuote la porta....
- Ambientazione: Polonia russa e Praga, dal 3 settembre al 6 settembre del 1914.
- Titolo: La Camera del romanzo è un padiglione in cui il conte italo-polacco Urbansky von Mazzara si è ritirato con i suoi libri e le sue collezioni dopo che l'esercito austroungarico si è insediato sulle sue terre. Il conte, la cui madre era siciliana, spiega così la scelta del nome: "Nelle tenute siciliane la Camera dello scirocco è uno spazio scavato nel sottosuolo [...] dove passare le ore soffocanti delle giornate estive, al riparo da quel malefico vento africano". Aggiunge che a lui quella camera serve anche per ripararsi da venti ben più metaforici, alludendo ovviamente agli sconvolgimenti portati dalla guerra.

L'unità di Heida è finalmente giunta in prossimità del fronte, in territorio russo oltre il confine della Galizia. Allo stesso Heida e al maggiore Theodor Czitò, del Decimo reggimento ussaro, viene affidata una missione di ricognizione: le due pattuglie, evitando forze nemiche troppo consistenti, dovranno dividersi e in seguito ricongiungersi in un punto prestabilito, prima di rientrare. Heida ottiene buoni risultati ed i suoi ulani riescono addirittura a far prigionieri una decina di soldati russi senza sparare un colpo. Giunti al punto d'incontro trovano però il cadavere del maggiore Czitò: l'uomo si è accasciato in ginocchio sull'erba, dopo che gli hanno sparato un unico colpo in fronte. In apparenza si tratta dell'opera di un cecchino russo, ma Heida nota alcuni particolari sospetti e in ogni caso rimane anche da spiegare perché il maggiore si sia allontanato dai suoi uomini con un pretesto: forse doveva incontrare qualcuno. Mentre il corpo del maggiore viene inviato a Cracovia su richiesta della famiglia, Heida inizia ad indagare con discrezione e si convince che l'uomo è stato ucciso intenzionalmente e in circostanze diverse rispetto alle apparenze.
A Praga intanto il dottor Meisl è riuscito a farsi arruolare e con il grado di tenente maggiore viene destinato proprio a Cracovia. Lì ha modo di partecipare all'autopsia sul cadavere di Czitò e di conoscere un medico che su di lui sa molte cose. Il defunto maggiore godeva di protezioni in alto loco ma la sua carriera ha parecchi lati oscuri: un episodio del passato, in occasione di una sua grave negligenza, ne spiega l'omicidio, il cui movente  è la vendetta. Spedito in territorio russo, il dottore incontra Heida: mettendo insieme i fatti e le informazioni di cui dispongono, i due riescono a dimostrare che Czitò è stato ucciso dai suoi stessi uomini. La guerra però volge al peggio e per non fiaccare ulteriormente il morale della truppa, lo squadrone ungherese, anziché deferito alla corte marziale, sarà inviato rapidamente in prima linea.

## Personaggi
- Karel Czernin Heida. Conte e tenente dell'esercito austroungarico. Ha poco più di ventiquattro anni, appartiene ad un'aristocratica famiglia originariamente protestante, ma convertita al cattolicesimo sin dal secolo XVIII. La giovane età lo rende ancora fiducioso e ingenuo; per lui la guerra promette di essere un'avventura entusiasmante e piena di gloria, teme soltanto che il conflitto possa finire prima di essere messo alla prova. Ovviamente non è un vero investigatore, ma nell'indagare su morti sospette e misteriose è costantemente guidato dalla curiosità e dall'amore per la verità.

- Solomon Meisl-Horowitz. Medico ebreo, specialista in malattie del sistema riproduttivo. Dopo un'infanzia povera, è un cinquantenne elegante e distinto che ha raggiunto il benessere economico grazie alla sua professione. Di carattere discreto e pacato, è essenzialmente un uomo di scienza, ma possiede curiosità ed elasticità mentale sufficienti a fargli prendere in considerazione qualunque possibile soluzione dei misteri che si trova a dover investigare.

- Capitano Rozhmberk. È il comandante dello squadrone a cui appartiene Karel Heida. uomo gioviale, amante dei piaceri, militare capace, viaggia costantemente con i suoi amati cani danesi ai quali è costretto a rinunciare solo in vista del fronte.

- Klementina Laurentia, principessa Lobkowicz. È la nonna materna di Heida. Rimasta vedova in giovanissima età (il marito è morto a soli ventisei anni nella battaglia di Sadowa, durante la guerra austro-prussiana), non ha mai deposto il lutto. Nonostante tutti la credano debole e ignara, al contrario l'anziana donna è molto volitiva e determinata.

- Gisela M. (Frau M., il cognome viene sempre taciuto). È la donna di cui in gioventù si era innamorato il dottor Meisl, salvo poi lasciarlo, spezzandogli il cuore. In seguito si è sposata, ma il suo non si è rivelato un buon matrimonio. Dopo il ritorno a Praga, ormai donna matura ma ancora bella e affascinante, riprende con Meisl una più felice relazione, ostacolata però dalla guerra.

- Edwin von Sickingen. Quarantenne, cattolico, tenente colonnello prussiano che ad un certo punto della narrazione prende il comando dell'unità di Heida. La sua presenza costituisce un legame con il ciclo di romanzi ambientati da Ben Pastor durante la seconda guerra mondiale: di lì a qualche anno, infatti, von Sickingen, sposandone la madre vedova, diventerà il patrigno di Martin Bora.

La narrazione contiene inoltre alcuni personaggi storici realmente esistiti: Franz Kafka (scrittore praghese), i coniugi Fanta (mecenati), Sándor Ferenczi (psicoanalista ungherese antifreudiano) e Albert Kesselring (all'epoca capitano, verso la fine della Seconda guerra mondiale, con il grado di feldmaresciallo, comandò le truppe tedesche in Italia).

## Edizioni
- Ben Pastor, La camera dello scirocco, collana Giallo e Nero, traduzione di Paola Bonini, Bresso, Hobby & Work, 31 ottobre 2007,  p. 333, ISBN 978-88-7851-663-2.
- Ben Pastor, La camera dello scirocco, traduzione di Paola Bonini, Oscar bestsellers, Segrate, Mondadori, 7 giugno 2016,  p. 355, ISBN 978-88-04-66243-3.